# Румянцев, Борис Николаевич
Бори́с Никола́евич Румя́нцев (4 июля 1936, Томск — 23 июня 2017, Клайпеда) — советский и литовский шахматист, мастер спорта СССР (1974), мастер ФИДЕ (1996), гроссмейстер ИКЧФ (1991).

## Биография
Участник чемпионата СССР 1967 г. Трехкратный чемпион Клайпеды. Многократный участник чемпионатов Литовской ССР и Литвы. Участник чемпионата Европы среди ветеранов 2012 г.
В составе сборной Литовской ССР участник шахматного турнира Всесоюзной Олимпиады 1972 г.
В составе сборной ДСО «Жальгирис» участник командного чемпионата СССР 1968 г.
Добился значительных успехов в игре по переписке. Звание гроссмейстера ИКЧФ получил за победу в международном турнире «Вильнюс-100».
В составе сборной Литовской ССР завоевал серебряную медаль 8-го командного чемпионата СССР по переписке (1984—1987 гг.; играл на 1-й доске). В составе сборной Литвы стал серебряным призером 12-й заочной олимпиады (1998—2004 гг.).
Занимался тренерской работой в спортивной школе «Весулас».

## Спортивные результаты
| Год                       | Город                                                                     | Соревнование                                                              | + | −  | =  | Результат | Место              |
| ------------------------- | ------------------------------------------------------------------------- | ------------------------------------------------------------------------- | - | -- | -- | --------- | ------------------ |
| 1967                      | Харьков                                                                   | 35-й чемпионат СССР                                                       |   |    |    | 6 из 13   | 71—79              |
|                           | Вильнюс                                                                   | Чемпионат Литовской ССР                                                   | 4 | 1  | 4  | 6 из 9    | 4—7                |
| 1968                      | Рига                                                                      | Командный чемпионат СССР («Жальгирис», 5-я доска)                         | 3 | 4  | 2  | 4 из 9    |                    |
|                           | Вильнюс                                                                   | Чемпионат Литовской ССР                                                   | 6 | 2  | 6  | 9 из 14   | 4                  |
| 1969                      | Вильнюс                                                                   | Чемпионат Литовской ССР                                                   | 2 | 4  | 9  | 6½ из 15  | 10                 |
| 1970                      | Каунас                                                                    | Чемпионат Литовской ССР                                                   | 1 | 10 | 4  | 3 из 15   | 15                 |
| 1971                      | Вильнюс                                                                   | Чемпионат Литовской ССР                                                   | 7 | 4  | 5  | 9½ из 16  | 5                  |
| 1972                      | Москва                                                                    | Всесоюзная шахматная олимпиада (сборная Литовской ССР, 5-я доска)         |   |    |    | 1½ из 6   |                    |
| 1973                      | Клайпеда                                                                  | Чемпионат Литовской ССР                                                   | 3 | 1  | 11 | 8½ из 15  | 6—7                |
| 1974                      | Вильнюс                                                                   | Чемпионат Литовской ССР                                                   | 4 | 2  | 9  | 8½ из 15  | 6—8                |
| 1977                      | Клайпеда                                                                  | Чемпионат Литовской ССР                                                   | 2 | 4  | 10 | 7 из 16   | 10—13              |
| 1978                      | Вильнюс                                                                   | Чемпионат Литовской ССР                                                   | 2 | 3  | 12 | 8 из 17   | 13—14              |
| 1979                      | Паневежис                                                                 | Чемпионат Литовской ССР                                                   | 4 | 5  | 6  | 7 из 15   | 10                 |
| 1980                      | Каунас                                                                    | Чемпионат Литовской ССР                                                   | 4 | 3  | 8  | 8 из 15   | 8                  |
| 1981                      | Клайпеда                                                                  | Чемпионат Литовской ССР                                                   | 0 | 9  | 7  | 3½ из 16  | 17                 |
| 1990                      | Клайпеда                                                                  | Чемпионат Литовской ССР                                                   | 1 | 4  | 8  | 5 из 13   | 10—11              |
| 1995                      | Вильнюс                                                                   | Чемпионат Литвы                                                           | 3 | 3  | 3  | 4½ из 9   | 22—25              |
| 1996                      | Вильнюс                                                                   | Чемпионат Литвы                                                           |   |    |    | 5½ из 9   | 10—11              |
| 1997                      | Вильнюс                                                                   | Чемпионат Литвы                                                           |   |    |    | 5½ из 9   | 8—13               |
| 2000                      | Вильнюс                                                                   | Чемпионат Литвы                                                           | 3 | 3  | 3  | 4½ из 9   | 25—30              |
| 2012                      | Каунас                                                                    | Чемпионат Европы среди ветеранов                                          |   |    |    |           | [ 29 ]             |
| СОРЕВНОВАНИЯ ПО ПЕРЕПИСКЕ |                                                                           |                                                                           |   |    |    |           |                    |
| 1970—1973                 | 3-е командное первенство СССР (сборная Литовской ССР, 1-я доска)          | 3-е командное первенство СССР (сборная Литовской ССР, 1-я доска)          |   |    |    | 9½ из 12  | 2-е место на доске |
| 1984—1987                 | 8-е командное первенство СССР (сборная Литовской ССР, 1-я доска)          | 8-е командное первенство СССР (сборная Литовской ССР, 1-я доска)          |   |    |    | 9 из 16   | Команда — 2-я      |
| 1988—1993                 | Международный турнир «Вильнюс-100»                                        | Международный турнир «Вильнюс-100»                                        | 7 | 0  | 9  | 11½ из 16 | 1—2                |
| 1992—1998                 | Отборочный турнир 12-й заочной олимпиады (сборная Литвы, 2-я доска)       | Отборочный турнир 12-й заочной олимпиады (сборная Литвы, 2-я доска)       | 3 | 1  | 7  | 6½ из 11  |                    |
| 1994—1999                 | Отборочный турнир командного чемпионата Европы (сборная Литвы, 1-я доска) | Отборочный турнир командного чемпионата Европы (сборная Литвы, 1-я доска) | 3 | 2  | 4  | 5 из 9    |                    |
| 1996—2000                 | Мемориал Лакюрена                                                         | Мемориал Лакюрена                                                         | 0 | 5  | 9  | 4½ из 14  | 14                 |
| 1996—2000                 | Мемориал Секки                                                            | Мемориал Секки                                                            | 4 | 2  | 8  | 8 из 14   | 6—7                |
| 1996—2002                 | Юбилейный турнир Германского союза заочных шахмат                         | Юбилейный турнир Германского союза заочных шахмат                         | 6 | 1  | 9  | 10½ из 16 | 6                  |
| 1998—2004                 | 12-я заочная олимпиада (сборная Литвы, 3-я доска)                         | 12-я заочная олимпиада (сборная Литвы, 3-я доска)                         | 1 | 0  | 10 | 6 из 11   | Команда — Серебро  |
| 1998—2003                 | Отборочный турнир 13-й заочной олимпиады (сборная Литвы, 1-я доска)       | Отборочный турнир 13-й заочной олимпиады (сборная Литвы, 1-я доска)       | 1 | 4  | 6  | 4 из 11   |                    |
| 1999—2004                 | Командный чемпионат Европы (сборная Литвы, 2-я доска)                     | Командный чемпионат Европы (сборная Литвы, 2-я доска)                     |   |    |    | [ 34 ]    |                    |
| 2009—2010                 | Турнир 1000-летия Литвы                                                   | Турнир 1000-летия Литвы                                                   | 0 | 6  | 8  | 4 из 14   | 13—14              |